# Université Toulouse-I-Capitole
A Université Toulouse-I-Capitole é uma das três universidades de Toulouse, no sudoeste da França. A universidade concentra-se nas ciências sociais (direito, ciência política, economia, administração, etc.). O seu presidente é Hugues Kenfack.

## Famosos graduados
- Éloïc Peyrache, economista francês
- Jean Tirole, economista francês

## Professores famosos
- Tamás Szmrecsányi, economista e professor brasileiro